# Alfons Nowacki
Alfons Nowacki (* um 1935 in Bönen bei Unna in Westfalen) ist ein deutscher Komponist und Pianist.

## Leben
Nowacki kam im Alter von 9 Jahren über das Orgelspiel zur Musik. An der Musikhochschule in Detmold studierte er bei Franz-Peter Goebel Klavier, bei Gustav König wurde er als Kapellmeister ausgebildet, Günter Bialas und Giselher Klebe waren seine Kompositionslehrer.
Von 1961 bis 1999 wirkte er als Schauspiel-Kapellmeister am Theater in Essen und erarbeitete dort zahlreiche Programme, darunter auch größere Arrangements und Revuen. In Essen lernte er auch Hansgünther Heyme kennen. Mit ihm hat er in vielen Antiken-Dramen zusammengearbeitet und die Vertonung und die Einstudierung der Chortexte übernommen. Gastspielverpflichtungen führten ihn regelmäßig an das Schauspielhaus Bochum, das Theater Bremen, das Wiener Burgtheater, das Theater der Stadt Antwerpen, und das Zürcher Schauspielhaus. Mit Manfred Karge verbindet ihn eine lange fruchtbare Zeit über das Schauspielhaus Bochum, das Wiener Burgtheater bis zum Berliner Ensemble in Berlin.
Bei vielen Festspielen wirkte er als Pianist und Komponist mit, so wie bei den Wiener Festwochen, bei den Ruhrfestspielen, beim Steirischen Herbst in Graz 1998, regelmäßig bei den Rheinischen Musikfestspielen, beim Carinthischen Sommer 1989 mit Werner Hollweg. Als Pianist trat er u. a. mit Brigitte Lebaan auf und heute regelmäßig mit Ulrike Neradt. Für das Kurt-Weill-Fest in Dessau schrieb Nowacki nach einem Text von Heiner Müller die Kurzoper: Fleischer und Frau.

## Werk

### Fernsehaufzeichnungen (Auswahl)
- Draußen vor der Tür von Wolfgang Borchert – Regie: Claus Leininger, Helmut Rost (TV-Regie). Mit Klaus Abramowsky, Jens-Uwe Pape, Wolff Lindner, Rudolf Cornelius, Michael Enk, Rainer Pigulla, Christa Bernhardt, Werner Brunn, Wolfgang Hofmann, Ilse Anton, Eva Garg, Peter Hohberger, u. a. Musik: Alfons Nowacki. Produktion : Städtische Bühnen Essen, Zweites Deutsches Fernsehen, 1995.
- Elisabeth Eins von Paul Foster – Regie: Liviu Ciulei. Produktion : Städtische Bühnen Essen, Zweites Deutsches Fernsehen, 1975.

### Hörspielmusik
- 1986: Ludwig Harig: Drei Männer im Feld – Regie: Hans Gerd Krogmann (Hörspiel – WDR)